# Chaenothecopsis subparoica
Chaenothecopsis subparoica är en lavart som först beskrevs av William Nylander och fick sitt nu gällande namn av Tibell. 
Chaenothecopsis subparoica ingår i släktet Chaenothecopsis och familjen Mycocaliciaceae.  Arten är reproducerande i Sverige. Inga underarter finns listade i Catalogue of Life.